# Райнилайаривуни
Райнилайаривуни (малаг. Rainilaiarivony; 30 января 1828, Имерина — 17 июля 1896, Алжир) — премьер-министр Мадагаскара с 1865 по 1895 год, влиятельное лицо в общественной и политической жизни во времена правления королев Мадагаскара. Единокровный брат Райнивунинахитриниуни, который исполнял обязанности премьер-министра Мадагаскара с 1852 по 1865 годы.

## Биография

### Ранние годы
Родился в семье, принадлежавшей к роду Андафиаваратра, выходцев из сословия хува (свободные граждане). Его семья принадлежала к так называемой «английской партии». Они интересовались современной западной историей и культурой, носили английские военные костюмы. Его отец — Райнихару — сумел сколотить большое состояние на торговле с англичанами и был супругом и премьер-министром королевы Ранавалуны I. Из-за того, что по предсказанию астролога он родился «под дурным знаком», родители бросили Райнилайаривуни на произвол судьбы. Его взяли на воспитание близкие родственники.
В 6 лет Райнилайаривуни отдали на обучение в миссионерскую школу, где он научился писать и читать. По достижении совершеннолетия занялся, как и его отец, торговлей. За честность европейцы прозвали его Радилифера (от англ. «deal fair»).

### Восхождение к власти
Успехи Райнилайаривуни изменили мнение отца и он взял сына на службу. Сначала Райнилайаривуни был личным секретарем королевы, затем — хранителем королевской печати, затем главнокомандующим. В 1863 году король Радама II был задушен шелковым шнуром. Переворот был организован Райнилайаривуни и его старшим братом Райнивунинахитриниуни. Они предложили жене убитого короля, Рабуду, в обмен на власть принять «Хартию». Согласно её положениям королева лишалась права распоряжаться казной, объявлять войну, казнить и миловать. Рабуду подписала хартию и 30 августа 1863 года была коронована под именем Расухерины. Премьер-министром стал Райнивунинахитриниуни. Однако уже в следующем году Райнилайаривуни сверг своего брата, стал официальным мужем королевы и занял пост премьер-министра и главнокомандующего одновременно.
Таким образом сосредоточил в своих руках всю политическую власть в государстве, которым управлял до своей кончины в 1896 году, последовательно женившись на королевах Расухерине, Ранавалуне II и Ранавалуне III.

### Правление Райнилайаривуни

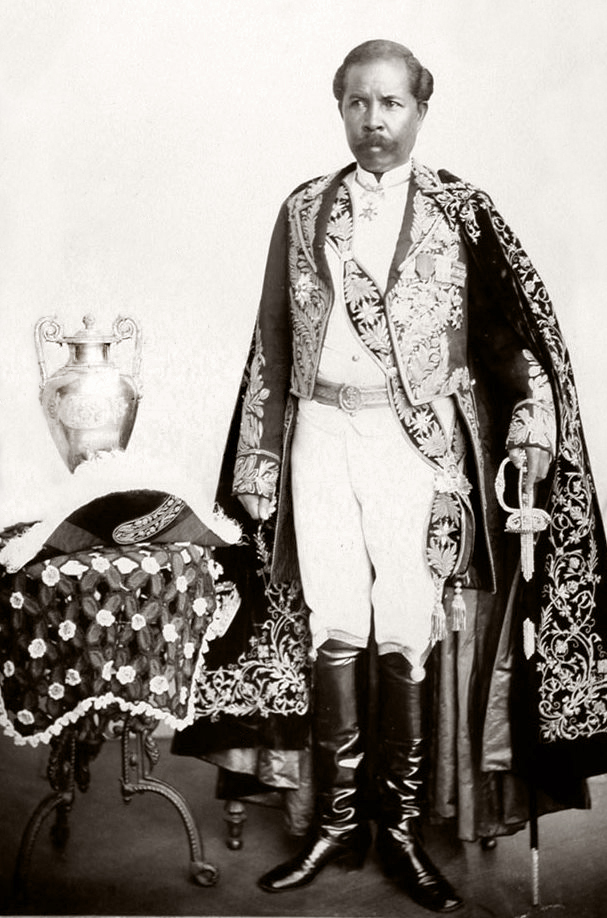
Портрет Райнилайаривуни в полный рост, около 1880 года

Райнилайаривуни стремился превратить Мадагаскар в просвещенную и развитую страну. При нём были приняты «Кодекс 101 статьи» и «Кодекс 305 статей». Они устанавливали нормы гражданского и уголовного законодательства, содержали статьи, ограничавашие рабство, деятельность иностранцев, регулировавшие торговлю, устанавливашие охрану собственности, земельное, семейное и финансовое право.
Большое внимание в законодательной деятельности Райнилайаривуни отводилось центральной и местной администрации. В соответствии с «Кодексом 305 статей» было образовано восемь министерств. Имерина была поделена на шесть провинций и 194 округа, в каждый из которых был направлен чиновник — отставной солдат или офицер. В его обязанности входили запись актов гражданского состояния, ответственность за соблюдение законов, разбор мелких тяжб и т. д. В 1889 году права и обязанности местной администрации были окончательно зафиксированы в «Уставе губернаторов Имерины».
Райнилайаривуни реорганизовал судебную системы, большое внимание он уделял техническому образованию и обучению ремеслам. Он пытался искоренить алкоголизм и полигамию, искоренил практику применения ядов в судопроизводстве. В стране было введено всеобщее бесплатное и обязательное начальное образование. В 1869 году был открыт теологический колледж, затем педагогические и медицинские училища..
Важнейшим направлением деятельности Райнилайаривуни стала реорганизация армии. Ко времени его правления она практически утратила свою боеспособность. Многие под прекрытием военной службы службы занимались торговыми операциями и беззастенчиво грабили население. Райнилайаривуни сократил число адъютантов (у некоторых высших офицеров их было более тысячи), уволил всех престарелых и больных офицеров и солдат. В 1879 году был обнародован закон о всеобщей воинской повинности, в страну были приглашены европейские военные советники. Создавались арсеналы стрелкового оружия и артиллерии. Всё это требовало значительных расходов, поэтому в 1880 году был введен чрезвычайный налог, средства от которого направлялись на приобретение вооружения. В 1889 году был принят «Устав для солдат пехоты».
Важным направлением деятельности Райнилайаривуни стала религиозная политика. В 1869 году он и Ранавалуна II приняли протестантизм. Протестантизм был объявлен государственной религией.

### Внешняя политика

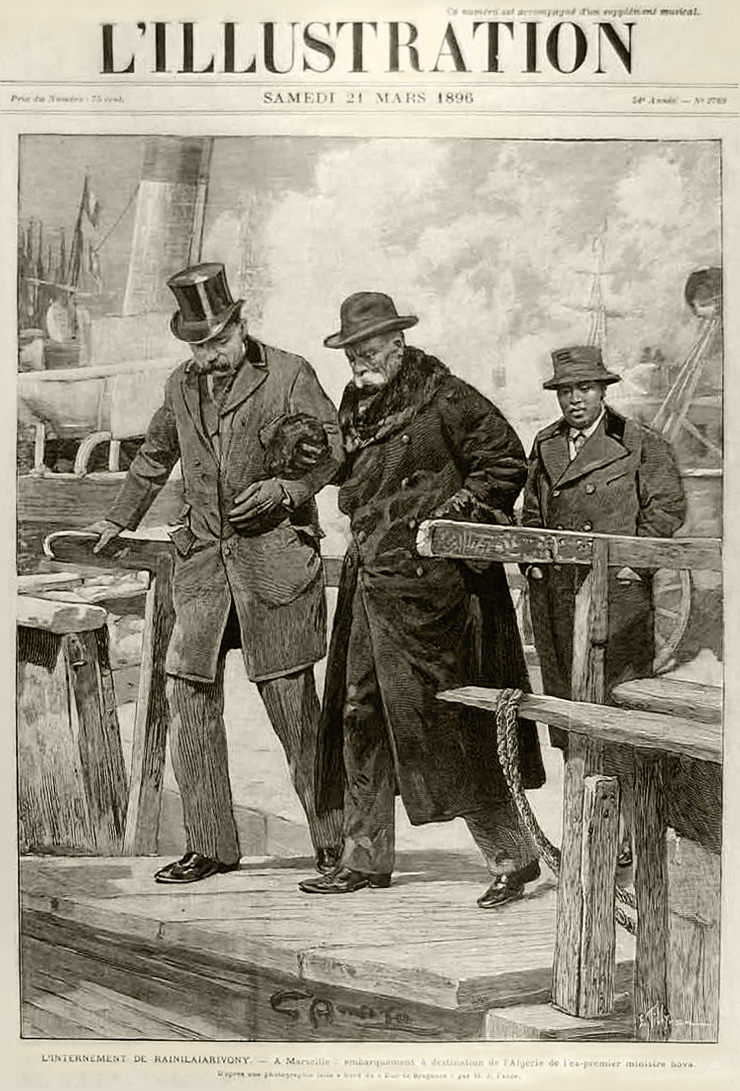
Райнилайаривуни прибывает в изгнание в Алжир. Иллюстрация из журнала «L'Illustration»

Основной целью внешней политики Райнилайаривуни было добиться международного признания независимости Имерины и ликвидации неравноправных договоров, заключённых в 1862 году Радамой II. В 1865 году Великобритания, а в 1868 году Франция подписали новые соглашения, по которым признавали суверенитет и независимость Королевства Имерина. Райнилайаривуни в 1860-е годы назначил дипломатических представителей в Великобританию и Францию, 1870-м году в США. В 1881 году был подписан договор о мире, дружбе и торговле с США, в 1882 году аналогичные соглашения были подписаны с Германией и Италией. Для выяснения расстановки политических сил в Европе, закупки оружия и вербовки военных советников в 1882 году в Великобританию, Францию, Германию, Италию и США было направлено посольство во главе с министром иностранных дел Равунинахитриниариву.
В результате Первой франко-малагасийской войны (1883—1885) Райнилайаривуни вынужден был подписать кабальный мирный договор: Имерина обязалась уплатить контрибуцию в 10 млн франков, в столице Антананариве размещался французский резидент, который должен был представлять Мадагаскар в международных делах, Франция получала стратегическую базу Диего-Суарес, французские граждане получили право долгосрочной аренды земли.
В декабре 1894 года началась Вторая франко-малагасийская война (1894—1895). 30 сентября 1895 года французские войска вошли в столицу Антананариву. Ранавалуна III вынуждена была подписать договор в котором указывалось: «правительство Её величества королевы Мадагаскара признаёт протекторат Франции со всеми вытекающими отсюда последствиями». Монархия была упразднена, королева была выслана на остров Реюньон. Сам Райнилайаривуни в феврале 1896 года был выслан в Алжир, где и умер спустя 6 месяцев.

## Семья
Его сын был женат на первой мадагаскарской святой Виктории Разоаманариво.